# Gernot Roll

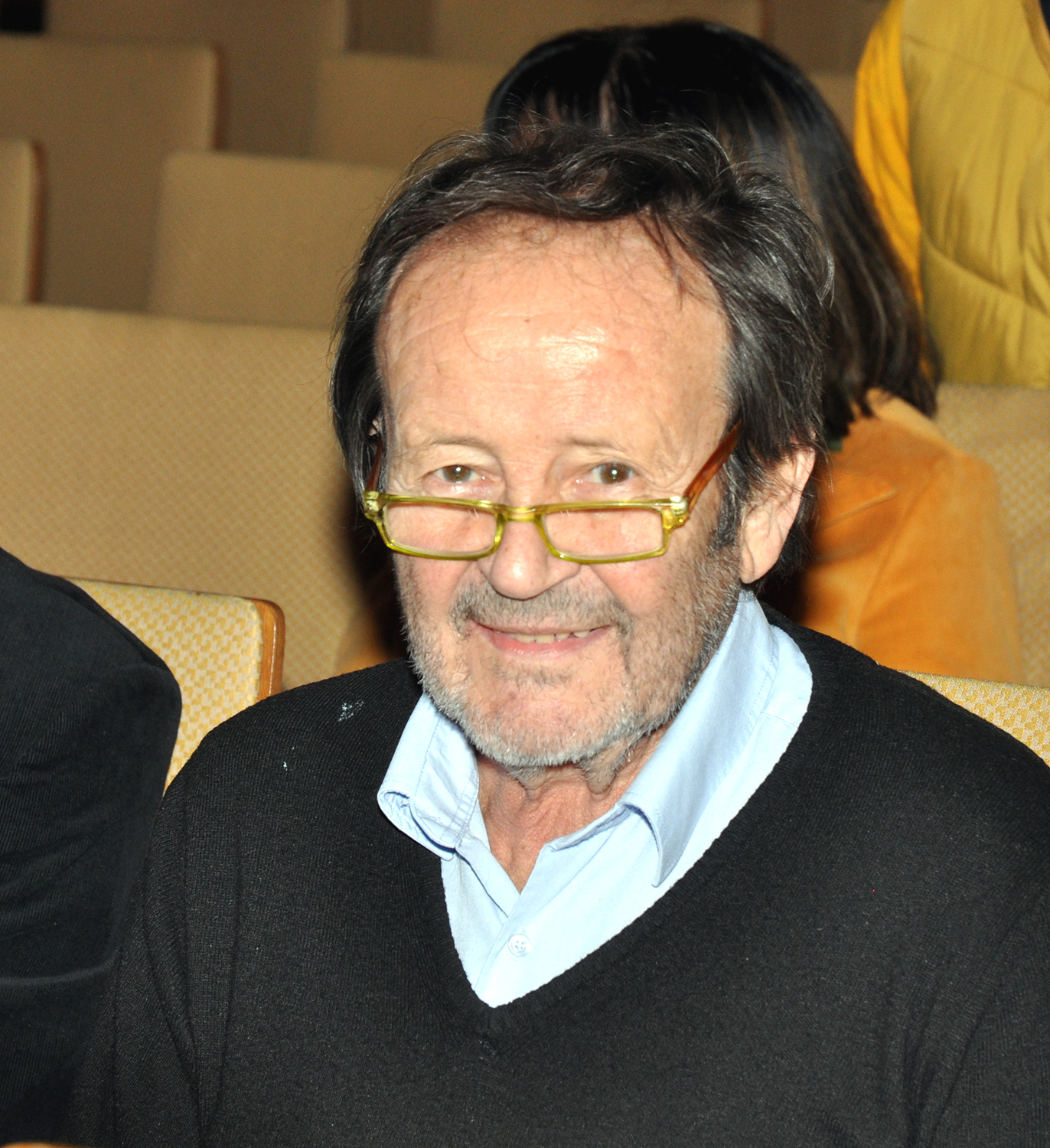
Gernot Roll bei der Verleihung des Kulturellen Ehrenpreises der Stadt München, 2015 an Werner Herzog im Festsaal des Alten Rathauses

Gernot Roll (* 9. April 1939 in Dresden; † 12. November 2020 in München) war ein deutscher Kameramann. Außerdem betätigte er sich ab Mitte der 1990er-Jahre mehrfach als Regisseur.

## Leben
Roll absolvierte seine Ausbildung von 1953 bis 1956 in den DEFA-Studios in Babelsberg. 1960 siedelte Gernot Roll aus der DDR in die Bundesrepublik Deutschland über und ging ein Jahr später zur Bavaria Film nach München. Dort drehte er rund 100 Produktionen, darunter mehr als 40 große Fernsehfilme und Fernsehserien. Zu seinen bekanntesten Arbeiten zählt die Bildgestaltung (so der von Reitz und Roll in den Abspännen gewählte Begriff) bei den Filmchroniken Heimat – Eine deutsche Chronik und Die zweite Heimat – Chronik einer Jugend (Filme 1 bis 5) von Edgar Reitz.
Gernot Roll gehörte 2003 zu den Gründungsmitgliedern der Deutschen Filmakademie.

## Persönliches
Der Schauspieler Michael Roll ist sein Sohn, seine Tochter Laura Roll stammt aus der zweiten Ehe mit Rita Serra-Roll.
Am 12. November 2020 verstarb Gernot Roll in München im Alter von 81 Jahren.

## Filmografie
- 1967: Flucht ohne Ausweg – Regie: Franz Peter Wirth
- 1968: Jet Generation – Regie: Eckhart Schmidt
- 1968: The Last Escape – Regie: Walter Grauman
- 1970: Wie eine Träne im Ozean (Fernsehfilm)
- 1971–1972: Salto Mortale – Regie: Michael Braun
- 1972: Alexander Zwo. Fernseh-Mehrteiler – Regie: Franz Peter Wirth
- 1973: Tod auf der Themse – Regie: Oswald Döpke
- 1973: Oh Jonathan – oh Jonathan! – Regie: Franz Peter Wirth
- 1973: Die merkwürdige Lebensgeschichte des Friedrich Freiherrn von der Trenck. Fernseh-Mehrteiler – Regie: Fritz Umgelter
- 1974: Hau drauf, Kleiner
- 1974: Tatort: Zweikampf – Regie: Wolfgang Becker
- 1974: Tatort: Der Mann aus Zimmer 22 – Regie: Heinz Schirk
- 1974: Wir pfeifen auf den Gurkenkönig  – Regie: Hark Bohm
- 1975: Die unfreiwilligen Reisen des Moritz August Benjowski. Fernseh-Mehrteiler – Regie: Fritz Umgelter
- 1975: Tatort: Die Abrechnung – Regie: Wolfgang Becker
- 1975: Tatort: Treffpunkt Friedhof – Regie: Wolfgang Becker
- 1976: Tatort: Zwei Leben – Regie: Wolfgang Staudte
- 1976: Die Freundinnen – Regie: Axel Corti
- 1976: Minna von Barnhelm – Regie: Franz Peter Wirth
- 1977: Tatort: Spätlese – Regie: Wolfgang Staudte
- 1977: Tatort: Das Mädchen von gegenüber – Regie: Hajo Gies
- 1977: Stunde Null – Regie: Edgar Reitz
- 1978: Wallenstein – Regie: Franz Peter Wirth
- 1979: Die Buddenbrooks – Regie: Franz Peter Wirth
- 1979: 1 + 1 = 3 – Regie: Heidi Genée
- 1980: Car-napping – bestellt – geklaut – geliefert – Regie: Wigbert Wicker
- 1980: Goldene Zeiten – Regie: Michael Braun
- 1980: Ein Stück Himmel – Regie: Franz Peter Wirth
- 1982: Heimat – Eine deutsche Chronik – Regie: Edgar Reitz
- 1984: Don Carlos – Regie: Franz Peter Wirth
- 1984: Die Wächter – Regie: Franz Peter Wirth
- 1985: Morenga – Regie: Egon Günther
- 1985: Santa Fe – Regie: Axel Corti
- 1985: Welcome in Vienna – Regie: Axel Corti
- 1985: Mit meinen heißen Tränen – Regie: Fritz Lehner
- 1986: Ein fliehendes Pferd – Regie: Peter Beauvais
- 1986: Wallenstein – Regie: Franz Peter Wirth
- 1987: Tatort: Die Macht des Schicksals – Regie: Reinhard Schwabenitzky
- 1987: Das andere Leben – Regie: Nicolas Gessner
- 1987: Familienbande – Regie: Franz Peter Wirth
- 1988: Faust – Vom Himmel durch die Welt zur Hölle – Regie: Dieter Dorn
- 1989: Der Rosengarten (The Rose Garden) – Regie: Fons Rademakers
- 1989: Dort oben im Walde – Regie: Peter Keglevic
- 1990: Die Hure des Königs – Regie: Axel Corti
- 1991: Gekaufte Bräute – Regie: Käthe Kratz
- 1991: Keep on Running – Regie: Holm Dressler
- 1991: Der Tod kam als Freund – Regie: Nico Hofmann
- 1991: Schwarze Hochzeit – Regie: Clive Donner
- 1991: Wildfeuer – Regie: Jo Baier
- 1991: Meine Tochter gehört mir – Regie: Vivian Naefe
- 1992: Kleine Haie – Regie: Sönke Wortmann
- 1992: Kaspar Hauser – Verbrechen am Seelenleben eines Menschen – Regie: Peter Sehr
- 1992: Die zweite Heimat – Chronik einer Jugend, Filme 1–5 – Regie: Edgar Reitz
- 1993: Krücke
- 1993: Der Fall Lucona – Regie: Jack Gold
- 1994: Der bewegte Mann – Regie: Sönke Wortmann
- 1996: Honigmond – Regie: Gabriel Barylli
- 1996: Das Mädchen Rosemarie (Fernsehfilm)
- 1996: Jenseits der Stille – Regie: Caroline Link
- 1996: Seitensprung in den Tod – Regie: Gabriel Barylli
- 1996: Unter die Haut – Regie: Christoph Schrewe
- 1997: Rossini – oder die mörderische Frage, wer mit wem schlief – Regie: Helmut Dietl[2]
- 1997: Weihnachtsfieber
- 1998: Der Laden. TV-Miniserie – Regie: Jo Baier
- 1999: Late Show – Regie: Helmut Dietl
- 1999: Der große Bagarozy
- 2001: Nirgendwo in Afrika – Regie: Caroline Link
- 2001: Die Manns – Ein Jahrhundertroman – Regie: Heinrich Breloer
- 2002: Knallharte Jungs
- 2002: Jedermanns Fest
- 2005: Speer und Er
- 2006: Heimat-Fragmente: Die Frauen
- 2007: Kein Bund für’s Leben
- 2008: Buddenbrooks
- 2010: Henri 4
- 2011: Der Mann mit dem Fagott (Fernsehfilm)
- 2013: Die andere Heimat – Chronik einer Sehnsucht
- 2015: Meister des Todes
- 2017: Gift
- 2018: Saat des Terrors
- 2019: Brecht

### Auch als Regisseur
- 1990: Der zerbrochne Krug – (nur Bildregie, Inszenierung von Dieter Dorn)
- 1994: Radetzkymarsch – (gemeinsam mit Axel Corti)
- 1997: Ballermann 6 – (gemeinsam mit Tom Gerhardt)
- 1999: Tach, Herr Dokter! – Der Heinz-Becker-Film – (gemeinsam mit Gerd Dudenhöffer)
- 1999: ’Ne günstige Gelegenheit
- 2003: Trenck – Zwei Herzen gegen die Krone
- 2004: Pura Vida Ibiza
- 2006: Der Räuber Hotzenplotz
- 2009: Männersache
- 2010: Werner – Eiskalt!
- 2011: Die Superbullen
- 2012: Die kleine Lady (Fernsehfilm)

## Auszeichnungen
- 1984: Telestar für Heimat – Eine deutsche Chronik
- 1985: Adolf-Grimme-Preis mit Gold für die Folge Hermännchen aus Heimat (zusammen mit Edgar Reitz und Peter Steinbach)
- 1986: Adolf-Grimme-Preis mit Gold für Heimat (zusammen mit Edgar Reitz und Peter Steinbach)
- 1987: Adolf-Grimme-Preis mit Gold (zusammen mit Fritz Lehner und Udo Samel), Deutscher Kamerapreis, Goldener Gong für Mit meinen heißen Tränen
- 1987: Adolf-Grimme-Preis mit Gold für Wohin und zurück, Folge2: Santa Fé (zusammen mit Georg Stefan Troller und Axel Corti)
- Deutscher Filmpreis – Beste Kamera für:
  - 1992: Wildfeuer
  - 1993: Kleine Haie, Krücke und Meine Tochter gehört mir
  - 2002: Nirgendwo in Afrika
  - 2014: Nominierung: Die andere Heimat – Chronik einer Sehnsucht
- 1993: Goldene Romy für Radetzkymarsch
- 1995: Löwe von Radio Luxemburg, Goldener Gong für Das Mädchen Rosemarie
- 1995: Adolf-Grimme-Preis mit Gold für Radetzkymarsch (zusammen mit Axel Corti, Max von Sydow und Tilman Günther)
- 1997: Goldener Gong für Der Laden
- 1998 Deutscher Kamerapreis (Ehrenpreis für das Lebenswerk)
- 1998: Da Vinci Award, Palm Springs, Madrimagen 2000 für Der große Bagarozy
- 2000: Adolf-Grimme-Preis für Die Manns – Ein Jahrhundertroman
- 2006: Kindermedienpreis Der weiße Elefant für die Regie in Der Räuber Hotzenplotz
- 2013: Verdienstkreuz am Bande der Bundesrepublik Deutschland
- 2014: Stern auf dem Boulevard der Stars in Berlin
- 2015: Bayerischer Filmpreis – Ehrenpreis des Bayerischen Ministerpräsidenten[3]

Quelle: